# Сепик (хлеб)

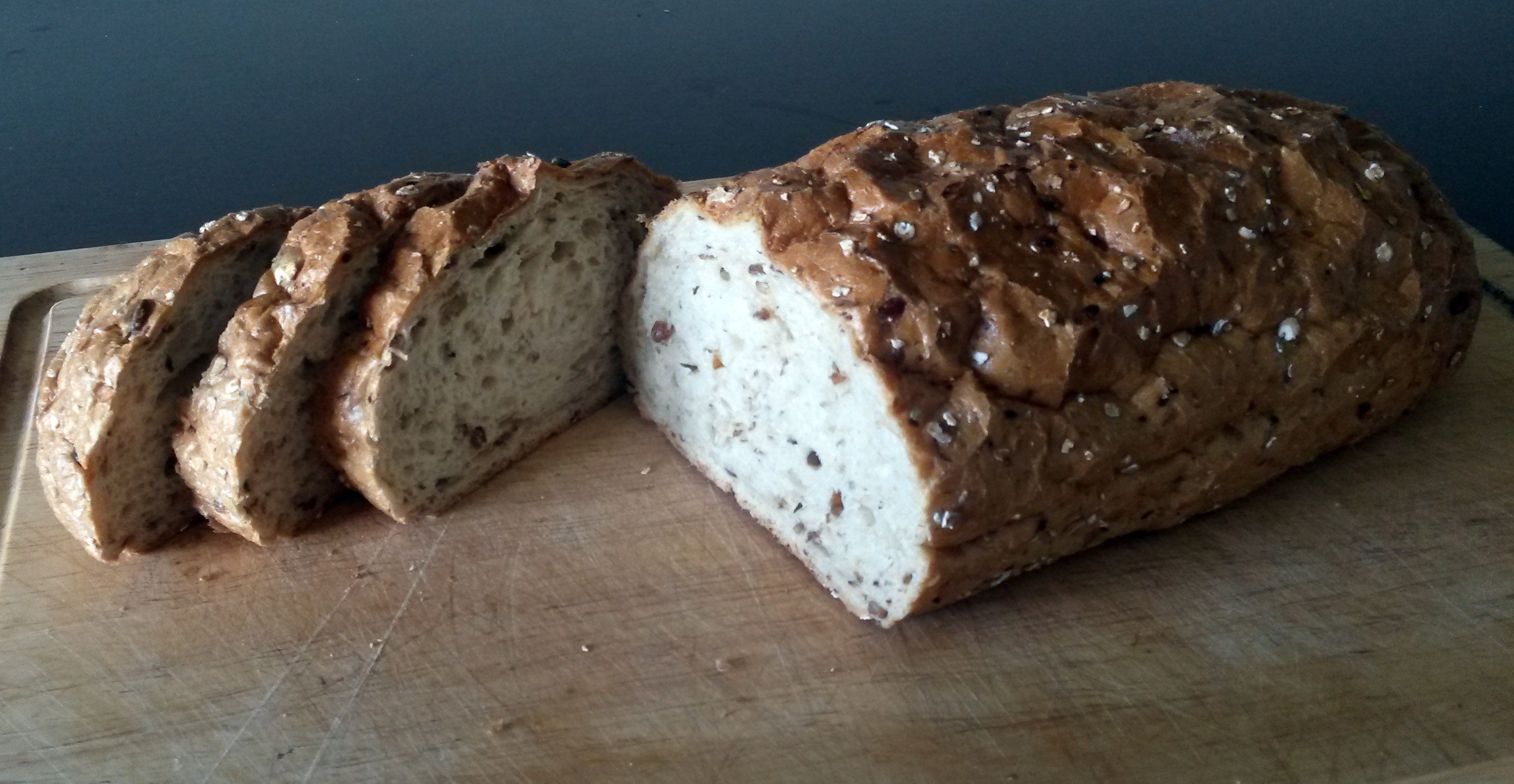
Сепик из смеси пшеничной, ржаной и ячменной муки

Сепик (эст. sepik) — эстонский хлеб из цельнозерновой муки. Готовится из пшеничной муки, либо мучной смеси, которая может состоять из пшеничной, ржаной и ячменной муки. Содержит пшеничные отруби.
В прошлом сепик считался «праздничным» хлебом. Эстонские крестьяне употребляли его по таким праздникам, как новый год, масленица и мартов день. Предшественником сепика является замешанная на простокваше ячменная лепёшка караск.
Многие производители хлебобулочной продукции Эстонии и других стран Балтии изготавливают сепик. Состав изделилий часто сильно отличается от традиционного эстонского сепика. Некоторые производители называют сепиком белый хлеб с добавлением пшеничных отрубей. В широком смысле сепиком иногда называют хлеб с высоким содержанием пищевых волокон.